# Lucien Nicolas
Pour les articles homonymes, voir Nicolas.
Lucien Nicolas, né le 28 avril 1909 à Rambervillers et mort le 29 août 1966 dans la même ville, est un homme politique français.

## Biographie
Après ses études primaires supérieures, Lucien Nicolas obtient un diplôme de conducteur de travaux. Blessé durant son service militaire en 1930, il est réformé. Marié en 1931, père de dix enfants, il dirige une entreprise de travaux publics à Rambervillers.
Chrétien social, il adhère au MRP dès sa fondation mais se présente en vain aux élections nationales de 1945, 1948 et 1951. Conseiller municipal de Rambervillers à la Libération, il en devient maire en 1953 et le restera jusqu'à sa mort.
Le 2 janvier 1956, tête d'une liste apparentée à celles du CNI et des républicains sociaux, il est élu avec 23 226 voix, soit 12,9 % des 180 615 suffrages exprimés.
Sa carrière parlementaire s'achève avec la IVe République. Candidat dans la 1re circonscription des Vosges, il est battu au second tour, le 30 novembre 1958, par Charles Guthmüller. Il ne se représente plus.